# イスラエルの宗教
イスラエルの宗教（イスラエルのしゅうきょう、英: Religion in Israel）はこの国の主要な特徴の一つであり、イスラエルの文化やライフスタイルを形作るときに主要な役割を果たしている。宗教はイスラエルの歴史の中で中心的な役割の一つを果たしてきた。イスラエルは市民の多数派がユダヤ人である世界で唯一の国でもある。イスラエル中央統計局によると、2011年の全国民の75.4%がユダヤ人、20.6%がアラビア人そして4.1%が少数派のグループだった。2016年時点でイスラエルの全国民うちどの割合の人たちがどの宗教を信仰しているかと言えば、74.7%がユダヤ教、17.7%がイスラム教、2.0%がキリスト教そして1.6%がドゥルーズ派だった。残りの4.1%にはサマリア教（サマリア人の信仰）やバハイ教を信仰している人たちや無宗教の人たちが含まれていた。